# Castelluccio (Pienza)
Il Castelluccio sorge su una collina a circa dieci chilometri da Pienza e da Chianciano Terme. Nei tempi passati gli veniva aggiunto il nome di Bifolchi: i primi proprietari, infatti, si chiamavano così.

## Storia del castello[1]
Fin dal 1320 faceva parte della repubblica di Siena ed in particolare del territorio di Monticchiello. La sua posizione strategica non lontana dal confine con lo Stato Pontificio preoccupava Siena che lo volle proteggere con due robuste torri rotonde, stanziandovi una guarnigione militare.
Nel 1390, e fino al 1787, una parte del fortilizio fu ricevuta in donazione dal potente Ospedale di Santa Maria della Scala (sulla facciata campeggia ancora lo stemma) che lo trasformò in "Grancia", fattoria fortificata. All'interno si può tuttora ammirare la cappella di San Bernardino da Siena che vi soggiornò.
 In tempi recenti vi risiedettero vari proprietari, tra cui Antonio e Iris Origo, nota scrittrice
Intorno alla metà del XVI secolo dimorò nel castello la contessa Giulia Maria di Montefiore che pare non vi trascorse una vita particolarmente felice.
 Rimasta l'unica della famiglia, sposò in prime nozze Vannetto Tolomei, morto tragicamente subito dopo. Scelse, indi, come secondo consorte, Ermelindo Grossi di San Casciano: ma il carattere debole di questi e l'ingerenza materna fecero prendere la decisione alla coppia di lasciarsi.
A questo punto la contessa mutò improvvisamente stile di vita: invitava al Castelluccio il duca Ranieri dei Pannocchieschi, ma, in seguito, anche l'amico Cesare di Sanseverino. I due uomini, a un certo punto, si allontanarono e non dicevano bene della nobildonna che pensò di vendicarsi.
Un gruppo di armati chiese, nel frattempo, ospitalità alla rocca e Giulia Maria si invaghì del loro capitano don Jacopo del Taja. Questi, impietosito dalle disavventure della signora, accettò, durante le feste dell'arrivo della primavera, di eliminare i due: il veleno per Ranieri e il pugnale per Cesare.
Dopo un breve periodo di tranquillità il Taja, per paura di essere scoperto come l'esecutore del duplice omicidio, fuggì e non si sa che fine fece. La contessa, però, fu arrestata e decapitata nel cortile della sua stessa residenza.
 Questa fosca storia favorì naturalmente il nascere di leggende e superstizioni nei riguardi della stravagante donna che si manifesterebbe proprio il 15 maggio. La vicenda non è documentata storicamente,

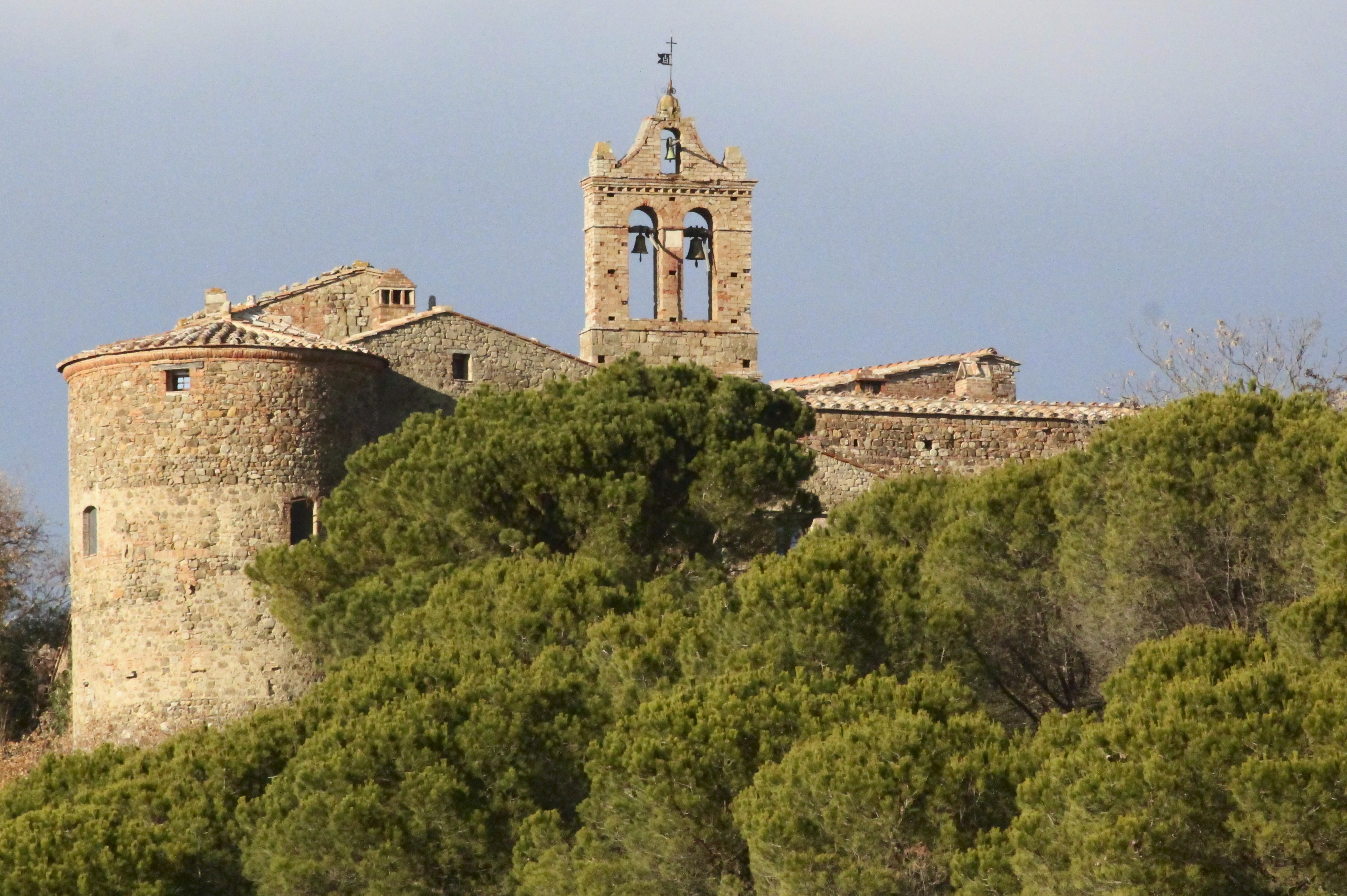
Panorama
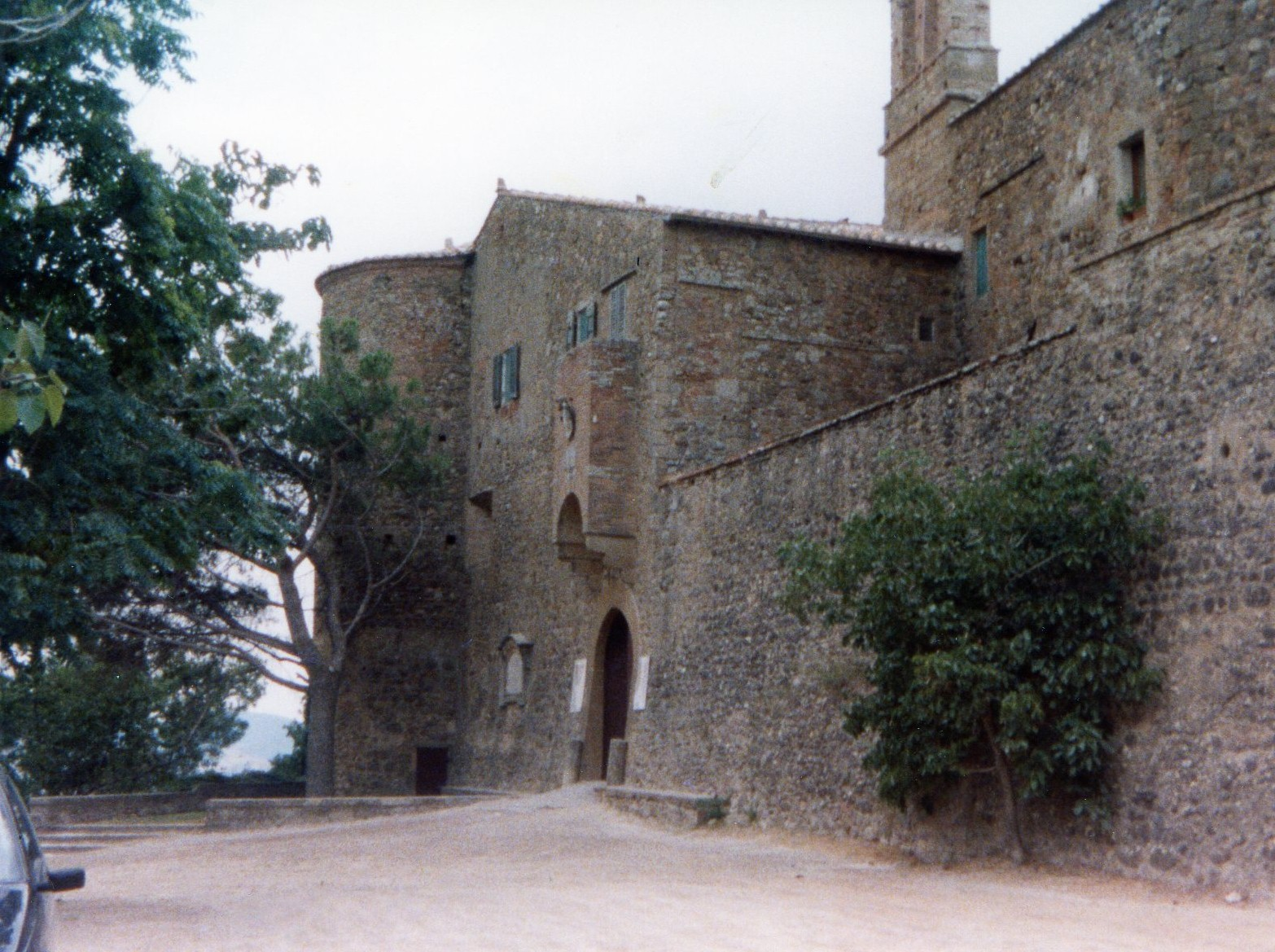
Scorcio della facciata
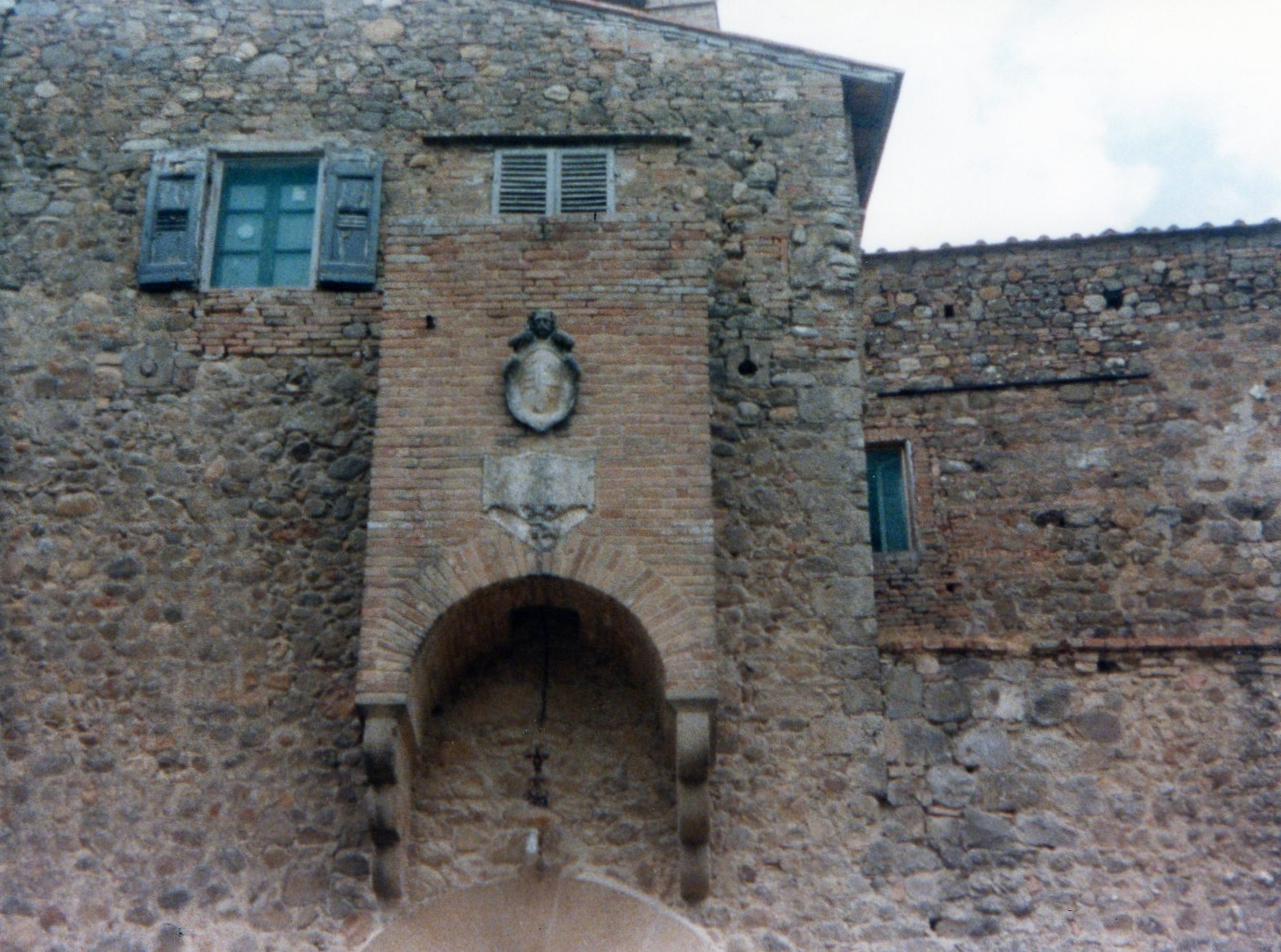
Lo stemma della Scala
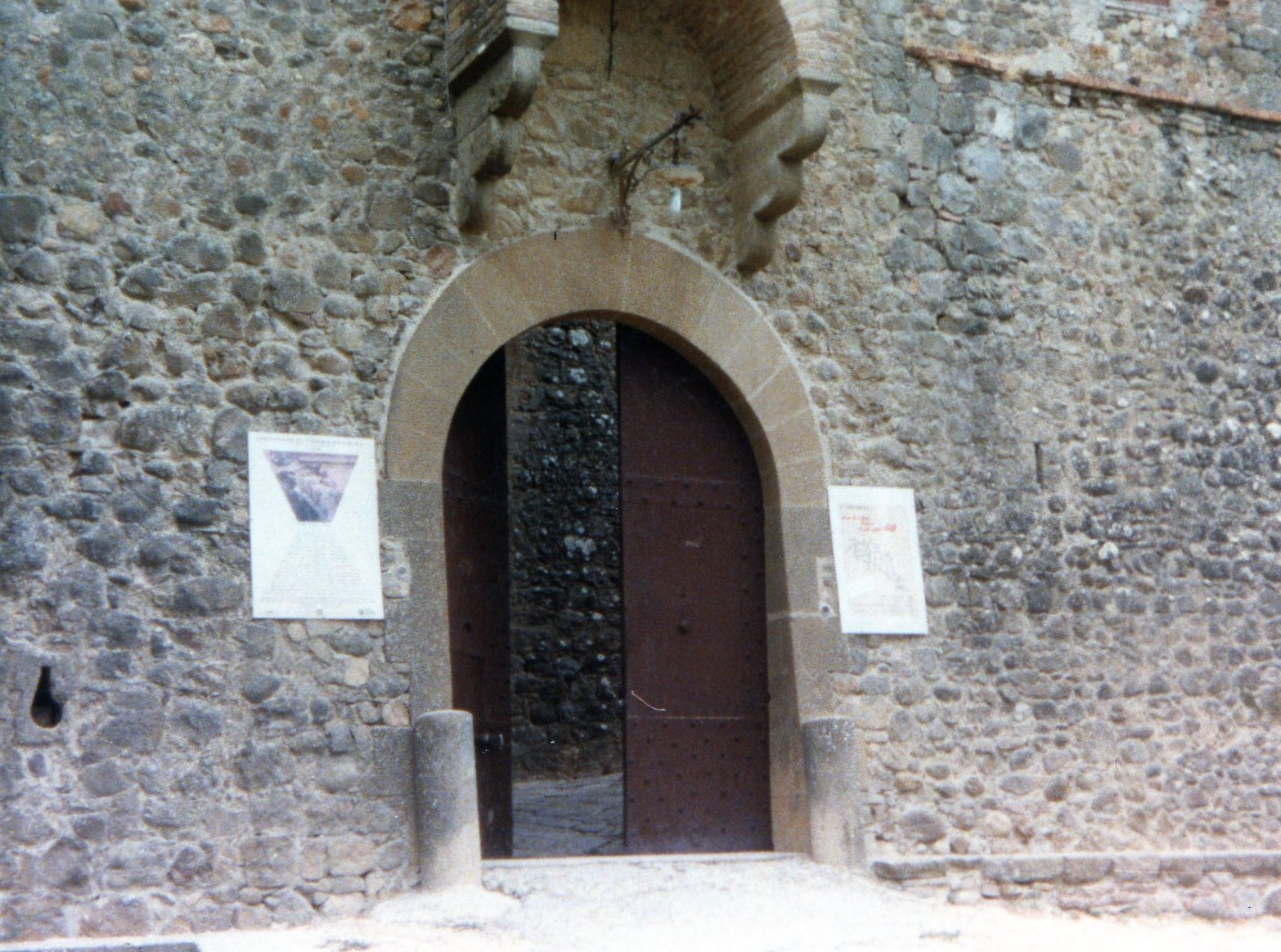
Il portale d'ingresso